# Ladislav Sutnar
Ladislav Sutnar, né le 9 novembre 1897 à Pilsen et mort le 13 novembre 1976 à New York, est un pionnier du design de l'information et un illustrateur tchécoslovaque, naturalisé américain.

## Biographie
Sutnar commence par étudier la peinture à l'école des arts appliqués de Prague, puis l'architecture à l'université Charles de Prague et enfin les mathématiques à l'université technique de Prague.
Très tôt membre de la coopérative Artěl, Sutnar y conçoit des jouets en bois, des poupées, des costumes de scène, des objets en céramique, des motifs pour textiles, aux formes originales.
Il enseigne à l'UmPrum de 1923 à 1936, dont il devient le directeur en 1932.
En 1928, avec Augustin Tschinkel (en), il est chargé de concevoir le pavillon tchèque pour l'exposition internationale Pressa (en) de Cologne. Sutnar reçoit la médaille d'or à l'exposition internationale de 1929 à Barcelone.
Il se rend à l'exposition internationale de 1939 à New York qui est annulée du fait de la guerre en Europe, et choisit de demeurer aux États-Unis.
En 1941, il est nommé directeur artistique de Sweet's Catalog Service fondé par F.W. Dodge, poste qu'il occupe jusqu'en 1960 ; dans cette société spécialisée dans les catalogues de biens de consommation, il développe sa vision du design de l'information, tout en travaillant avec Knud Lonberg-Holm.

## Galerie

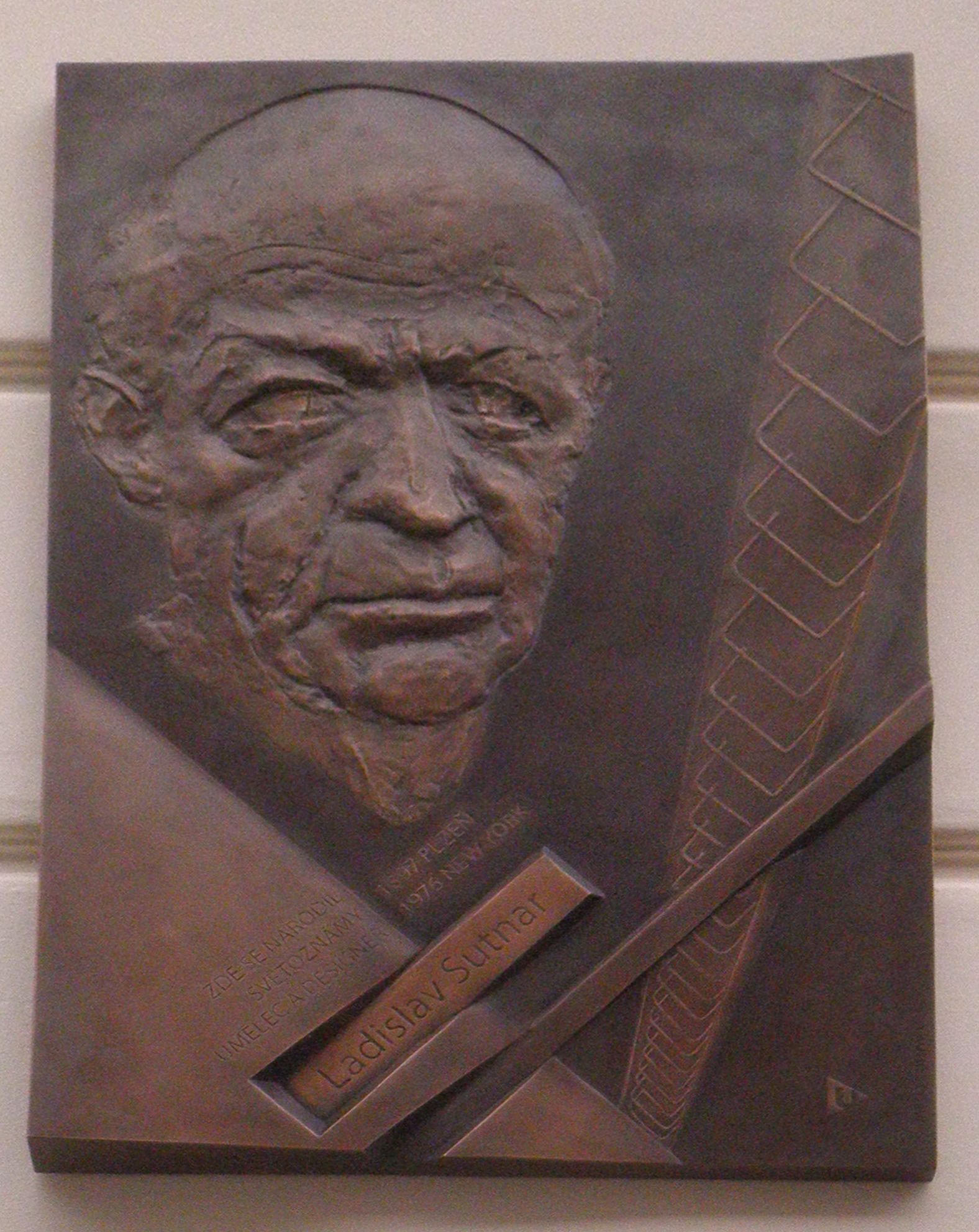
Plaque en hommage à Ladislav Sutnar, à Pilsen.
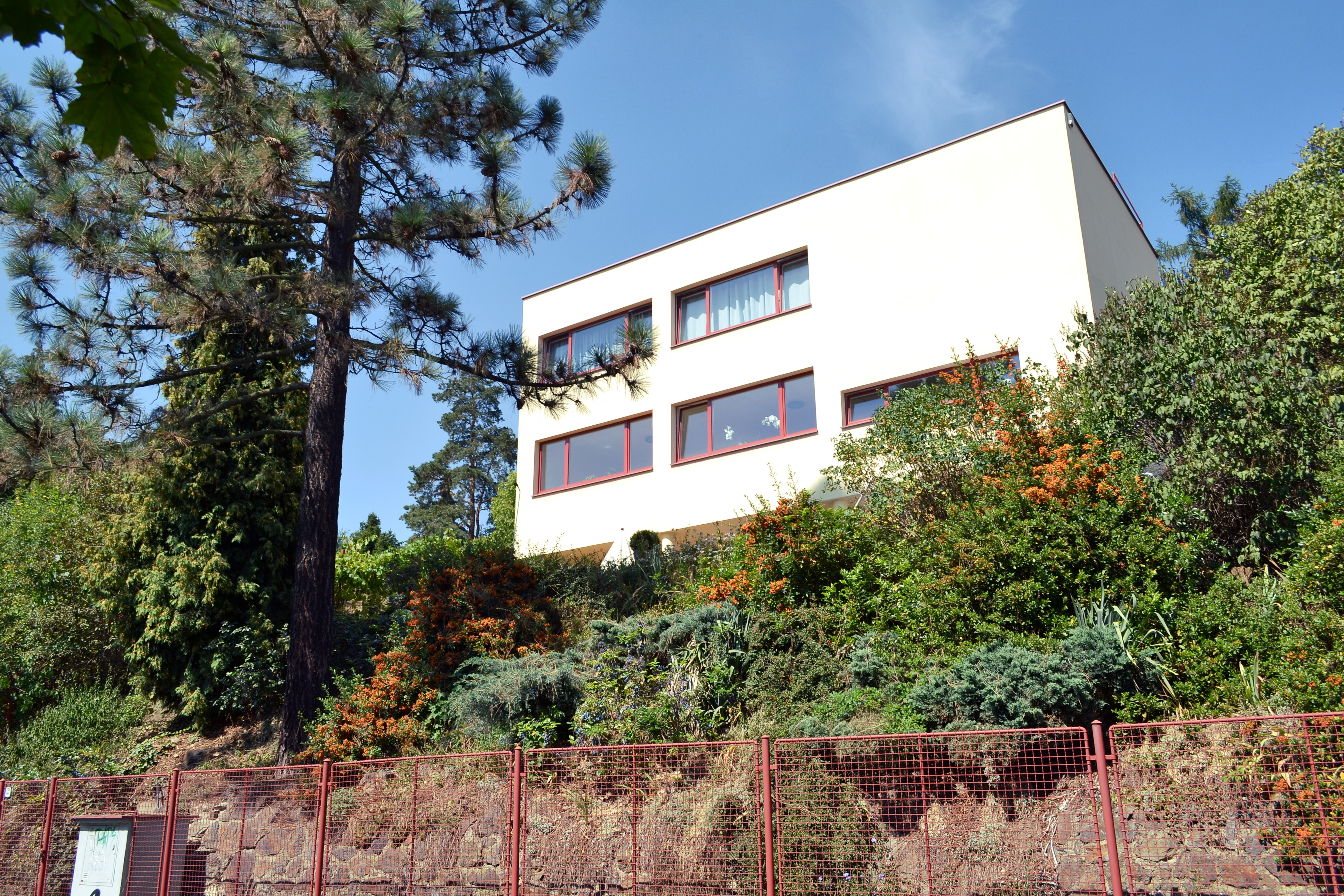
La villa Sutnar, Osada Baba, Dejvice, à Prague.

## Ouvrages
- Catalog Design Progress: Advancing Standards in Visual Communication, avec Knud Lönberg-Holm, Sweet's Catalog Service, 1944.
- Design for Point of Sale, New York, Pellegrini & Cudahy, 1952.
- Package Design: The Force of Visual Selling, New York, Arts Inc., 1953.
- Visual Design in Action: Principles, Purposes, New York, Hastings House, 1961.